# La Oliva
La Oliva é um município da Espanha na província de Las Palmas, comunidade autónoma das Canárias. Tem 356,13 km² de área e em 2021 tinha 27 768 habitantes (densidade: 78 hab./km²).

## Demografia
| Variação demográfica do município entre 1991 e 2004 | Variação demográfica do município entre 1991 e 2004 | Variação demográfica do município entre 1991 e 2004 | Variação demográfica do município entre 1991 e 2004 |
| --------------------------------------------------- | --------------------------------------------------- | --------------------------------------------------- | --------------------------------------------------- |
| 1991                                                | 1996                                                | 2001                                                | 2004                                                |
| 5235                                                | 6956                                                | 10548                                               | 15583                                               |

## Património
- Farol del Tostón - De 1897, 1963 e 1986, as três torres alojam o Museu da Pesca Tradicional, assim como um café.[2].